# جوك كارول
جوك كارول هو مصور وصحفي كندي، ولد في 5 مارس 1919، وتوفي في 5 أغسطس 1995.